# Кірхензіттенбах
Кірхензіттенбах (нім. Kirchensittenbach) — громада в Німеччині, розташована в землі Баварія. Підпорядковується адміністративному округу Середня Франконія. Входить до складу району Нюрнбергер-Ланд.
Площа — 43,21 км2. Населення становить 2109 ос. (станом на 31 грудня 2020).